# Yu Gwan-sun

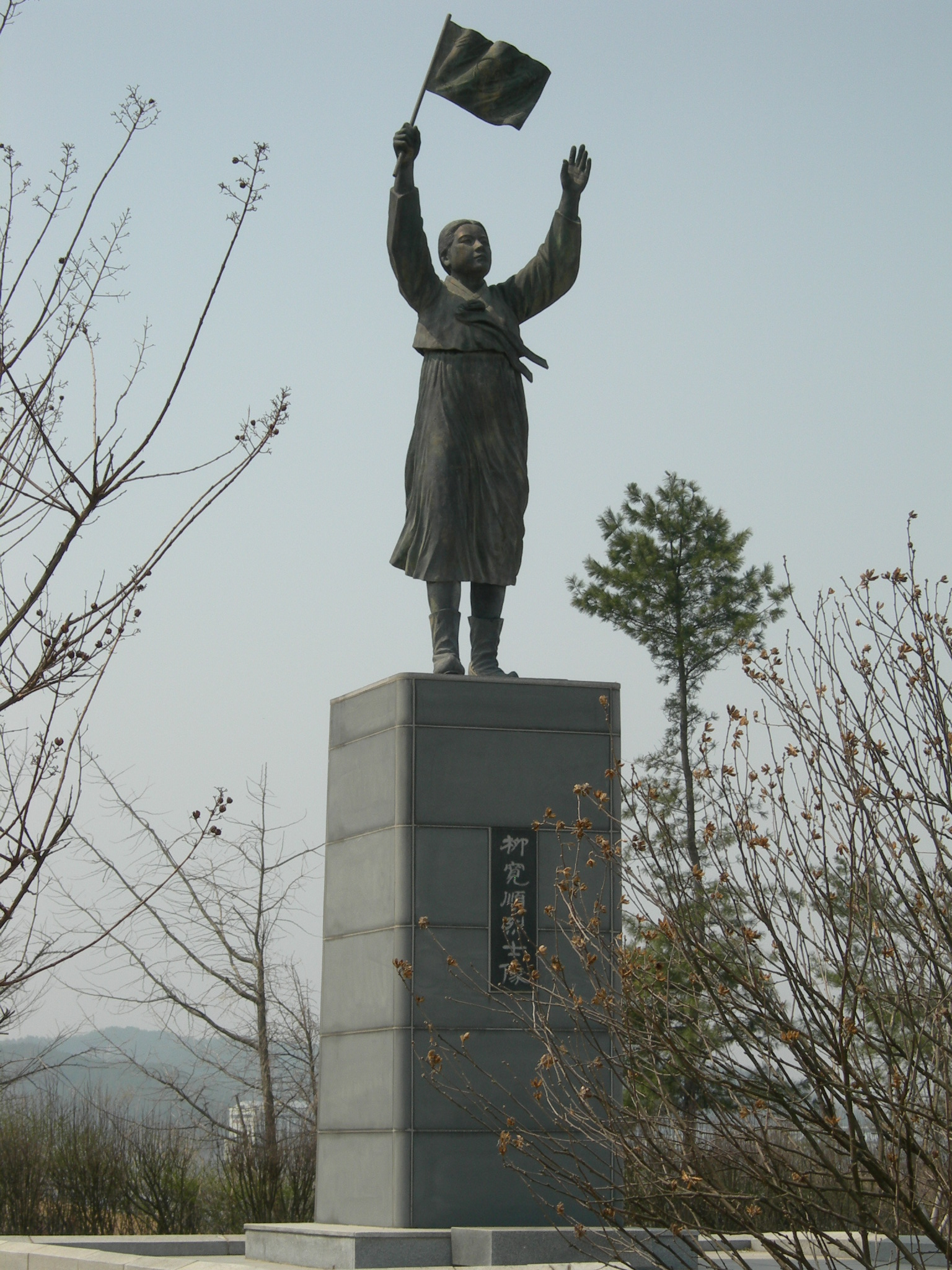
Statue de Yu Gwan-sun à Cheonan.

Yu Gwan-sun (유관순, 16 décembre 1902 - 28 septembre 1920), aussi orthographié Ryu Gwan-Sun ou Ryu Gwansun, est une lycéenne coréenne devenue une des figures des mouvements de résistance de 1919 lors de la domination japonaise de la Corée.
Sa mort à 17 ans à la suite de la torture des autorités japonaises a fait d'elle la « Jeanne d'Arc de Corée ».

## Biographie
Yu Gwan-sun est née en 1902 à Cheonan dans le quartier de Yongdu de l'arrondissement Byeongcheon. Elle est la deuxième fille d'une famille de trois enfants. Elle participe au mouvement d'indépendance du 1er mars 1919 alors qu'elle est encore élève au lycée de l'université Ewha. Ses parents, Lee So-je et Yu Jeong-Kwon, sont tués par la police japonaise durant le mouvement. Elle retourne ensuite dans sa ville d'origine où elle mène le mouvement d'indépendance du marché Aunae du 1er avril 1919 qui réunit près de 3 000 participants. 
Elle est arrêtée et condamnée à trois ans de prison par les autorités japonaises. Incarcérée à la prison de Gongju, elle convainc secrètement ses codétenus d'organiser le premier anniversaire du mouvement du 1er mars. Découverte, elle est torturée et placée en isolement. Elle succombe aux sévices infligés et meurt le 28 septembre 1920.

## Postérité
Des lieux dédiés à la mémoire de Yu Gwan-sun se trouvent dans la ville de Cheonan. En 1969, le gouvernement coréen décide de créer plusieurs sites en son hommage. Ces sites sont constitués de sa statue en bronze, son lieu de naissance, sa tombe, son portrait, la tour de guet, le monument du mouvement d'indépendance, le hall et le pavillon en sa mémoire qui est achevé en 1972. Ce dernier fait partie des reliques historiques coréennes et porte le numéro 230. 
Chaque 12 octobre, l'anniversaire de sa mort est commémoré à Cheonan. 